# Liste de logiciels Amiga
 (juin 2008).
La liste de logiciels Amiga répertorie les principaux logiciels fonctionnant sur les ordinateurs personnels de la famille Amiga.

## Graphisme

### Éditeur d'image matricielle
- Magic paint
- Gamme Aegis (Aegis Image, Animator,...)
- Animat - ED
- Brilliance
- Deluxe Paint
- Disney Amination Studio
- HAM-E
- Fanta Vision
- Graphic Studio
- Photon Paint
- Photogenics
- TVPaint
- Advanced OCP Art Studio
- Art Department Professional
- DCTV
- Avideo 12/24
- GIMP (Cygnix)
- CinePaint (Cygnix)
- Design 3D

### Modélisation, animation, rendu 3D
- Adiatec Simulation
- 3D Construction Kit
- Alladin - 4 D
- Animat - ED - 1.52
- Blender
- CAO 3D / Design 3D
- Cartoon - Studio
- Cinema 4D
- Cinemorph
- Cycas
- DBWRender
- DKBTrace
- Fantavision (logiciel)
- Fast - Ray
- Imagine
- LightWave 3D
- Media - Point
- Morph - Plus  =  A.S.D.G.
- MON ZOOM - 3 d
- Pixel 3D Pro
- POV-Ray
- Ray - Lab
- Real - 3 D - v 4  -  amiga news 108
- Scala - M.M. - 400
- Scenery - Animator
- Sculpt - Animate - 3 D
- Tornado - 3 d
- TurboSilver
- Vertex - 3 D
- V - Morph
- VistaPro
- Volumn - 4 D
- Wildfire - 3 d  =  v 7

- Amiga Reflections

CALIGARI logiciel broadcast

## Musique
- Magic Musique
- Amiga  - Amp
- Aminet - Radio
- Audio  - EVOLUTION
- Audio  - Sculpture
- Bar and Pipes
- BEAT - BOX
- Deluxe Music Construction Set
- Digi Booster Pro
- Impulse Tracker
- Instant Music
- KAYA
- OctaMED
- Oktalyzer
- Protracker
- Sonix
- Ultimate Soundtracker

## Vidéo
- Deluxe video
- Scala
- Video Toaster

## Traitement de texte
- AbiWord
- BeckerText
- Excellence!
- Final Copy
- Final Writer
- KindWords
- Pro Write
- Scribble
- Transwrite
- Vizawrite
- WordPerfect
- Wordworth

## Éditeur de texte
- CygnusED
- Vim
- Cubic IDE
- Emacs
- MicroEMACS

## PAO
- PageStream
- Papyrus - Office
- Professional - Page
- Publishing - Partner

## Tableur
- Final Calc
- Interspread
- Maxiplan
- Professional Calc
- TurboCalc

## Navigateur web
- AMosaic (NCSA Mosaic)
- ALynx
- IBrowse
- AWeb
- Voyager
- Amaya (Cygnix)
- Origyn Web Browser
- NetSurf

## Programmation
- AmigaBASIC
- AmigaE
- AMOS BASIC
- ARexx
- Blitz Basic
- (en) BOOPSI
- (en) Geek Gadgets ou GG : portage d'outils GNU pour Amiga (dont GCC et SH)
- CUBIC IDE
- GFA BASIC
- HiSoft DevPac
- Karate
- Lattice C
- PureBasic
- Python

## Divers
- ABE (réparateur de disques durs et de disquettes)
- GPFax (gestionnaire de télécopie)
- Trip-a-Tron
- tUME
- Maple (calcul formel)
- Directory Opus (gestionnaire de fichiers)

## Machine virtuelle
- JAmiga
- ScummVM